# سوزان دوئر

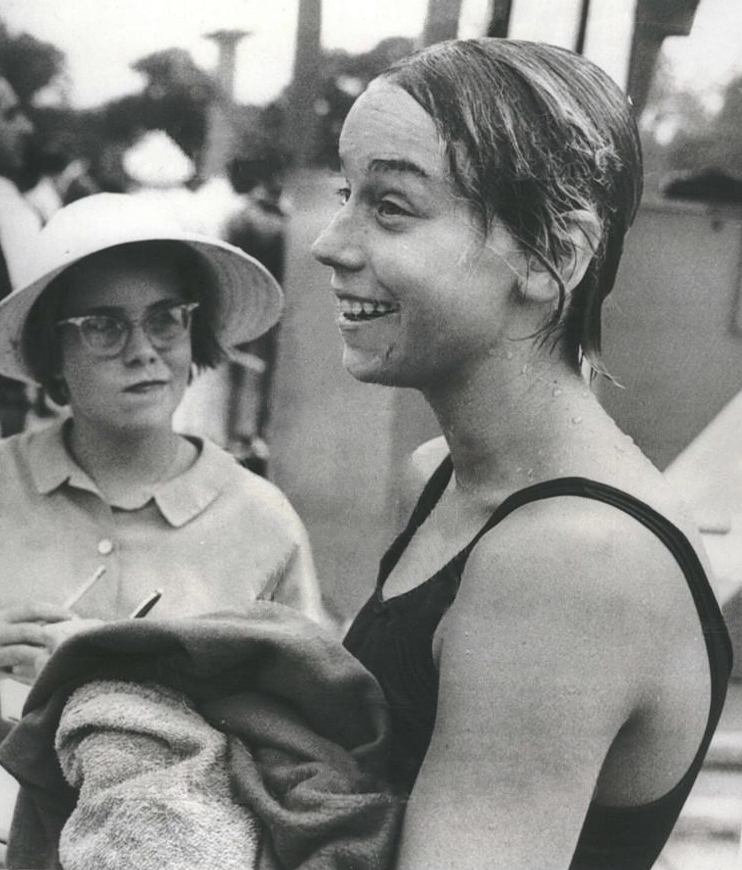
تصویری از سوزان دوئر شناگر آمریکایی

سوزان دوئر (به انگلیسی: Susan Doerr) (زادهٔ ۱۳ ژانویهٔ ۱۹۴۵) شناگر اهل ایالات متحده آمریکا است.